# Manuel Amador Guerrero
Manuel Amador Guerrero, né à Turbaco en Nouvelle Grenade le 30 juin 1833 et mort à Panama le 2 mai 1909, est un homme politique et médecin panaméen, important acteur de l'indépendance du Panama, membre de la junte provisoire de gouvernement et premier président constitutionnel de la République de Panama.